# 蒲崗村道公園
蒲崗村道公園（英語：Po Kong Village Road Park）是香港一個公園，佔地4.5公頃，位於九龍黃大仙區鑽石山蒲崗村道，毗鄰學校村，第1期於2010年9月開放，第2期於2012年1月15日開放，由康樂及文化事務署負責管理。公園的前身是1993年關閉的鑽石山政府石礦場。

## 設施

### 第1期

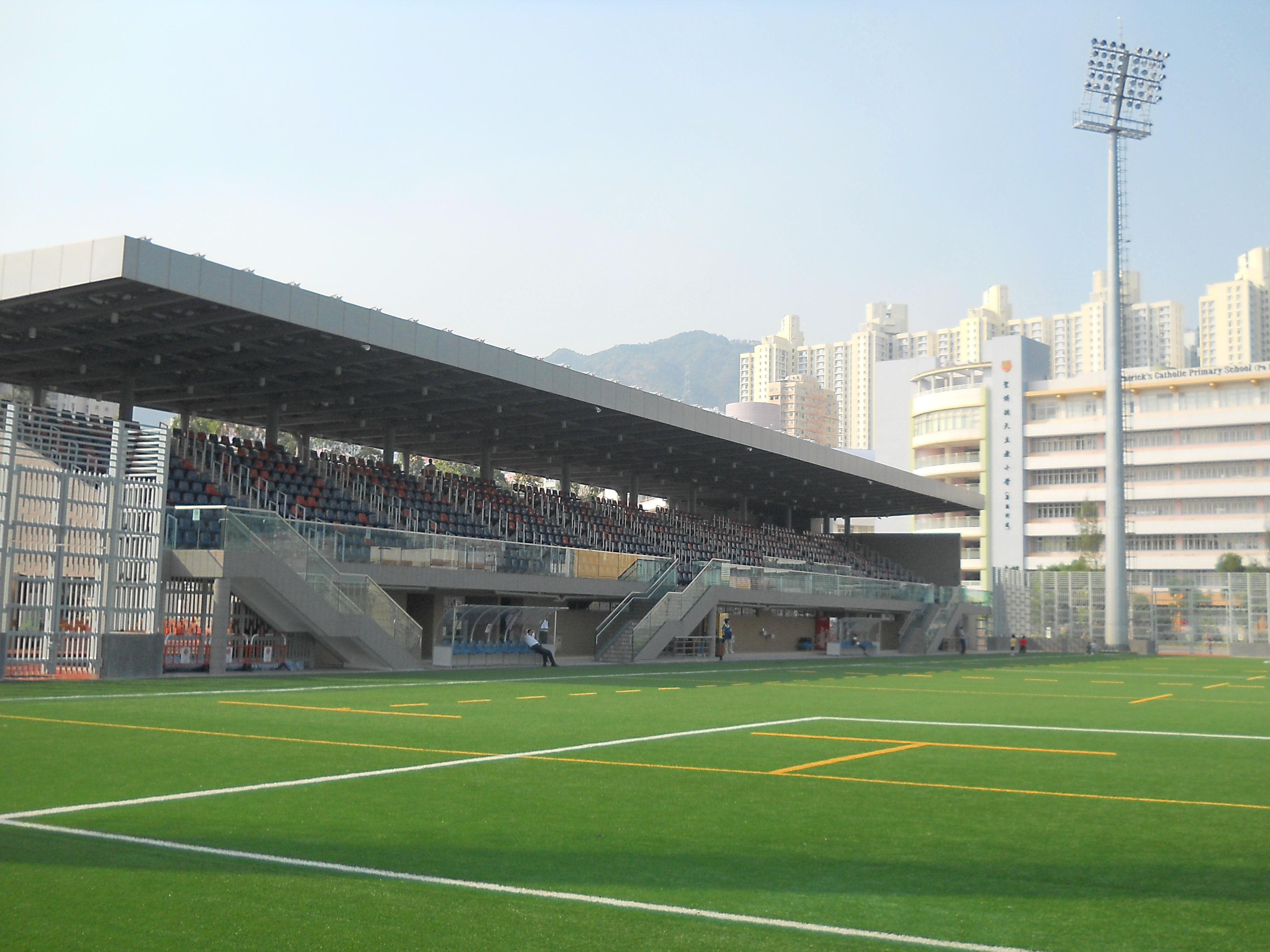
蒲崗村道公園球場

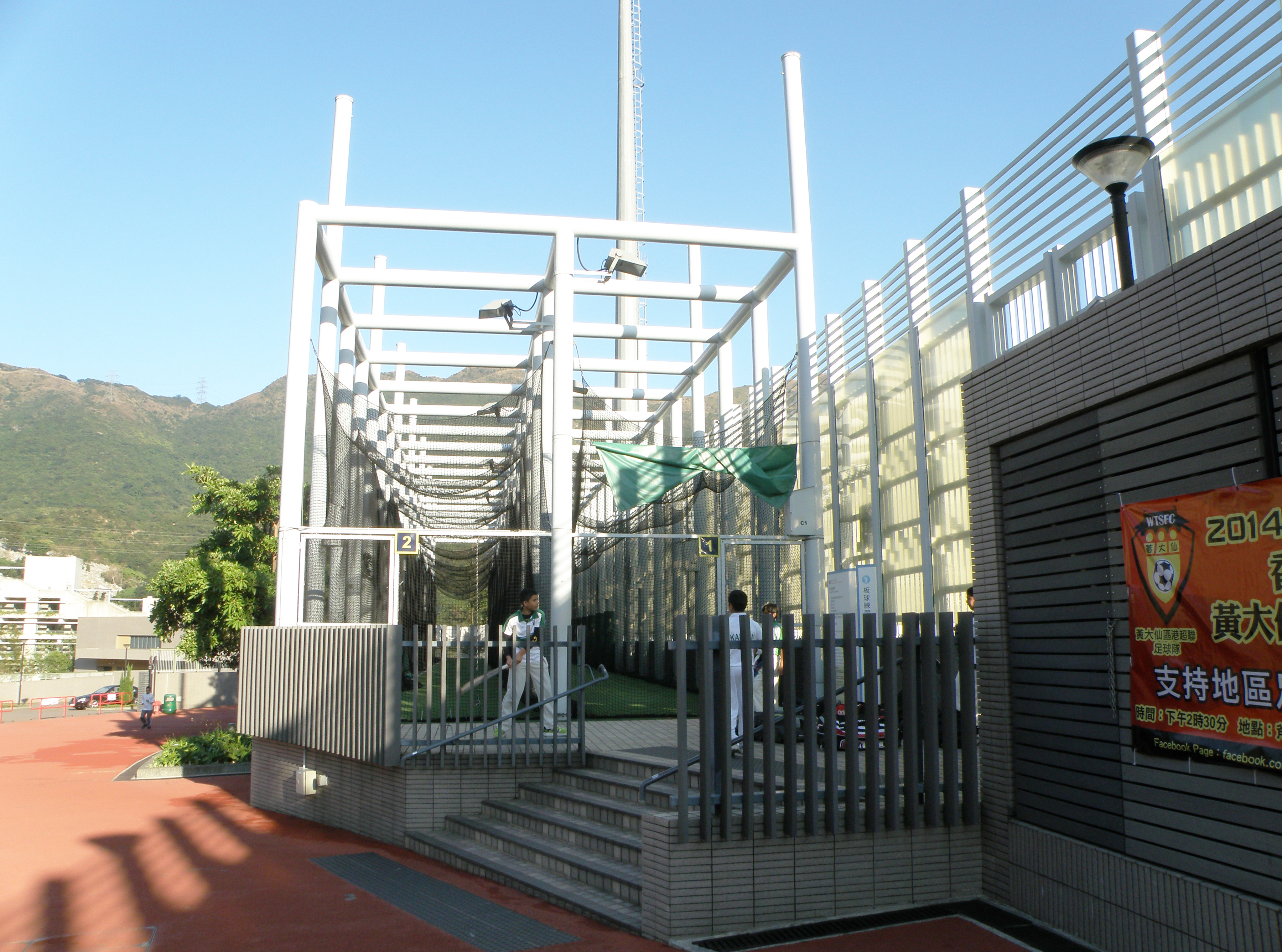
蒲崗村道公園板球練習場

第1期建設包括了1座多用途運動場地，可以用作兩個11人足球場、兩個欖球場或合併成為一個板球場，舖設了第3代人造草地，並且提供照明設施，分為3個光亮度水平，由200至750勒克斯，符合各類型體育活動及賽事的安全要求。球場設有1千位座席及有蓋看台、更衣室、洗手間及傷健人士洗手間。球場外圍為一道緩跑經。球場入口旁設有兩個板球練習場。第1期亦設有兒童遊樂園、卵石徑及再生能源區。
第1期公園採用了環境保護設計，地磚採用了透水物料，地磚下為儲水層，將雨水收集後引導到地底水缸處理，再在公園內循環使用。部分路燈採用太陽能發電。更衣室採用了太陽能熱水系統，利用吸熱版將水加熱，再利用熱交換技術將供水加熱。公園安裝了兩部風力發電機，為公園提供潔淨能源。

### 第2期

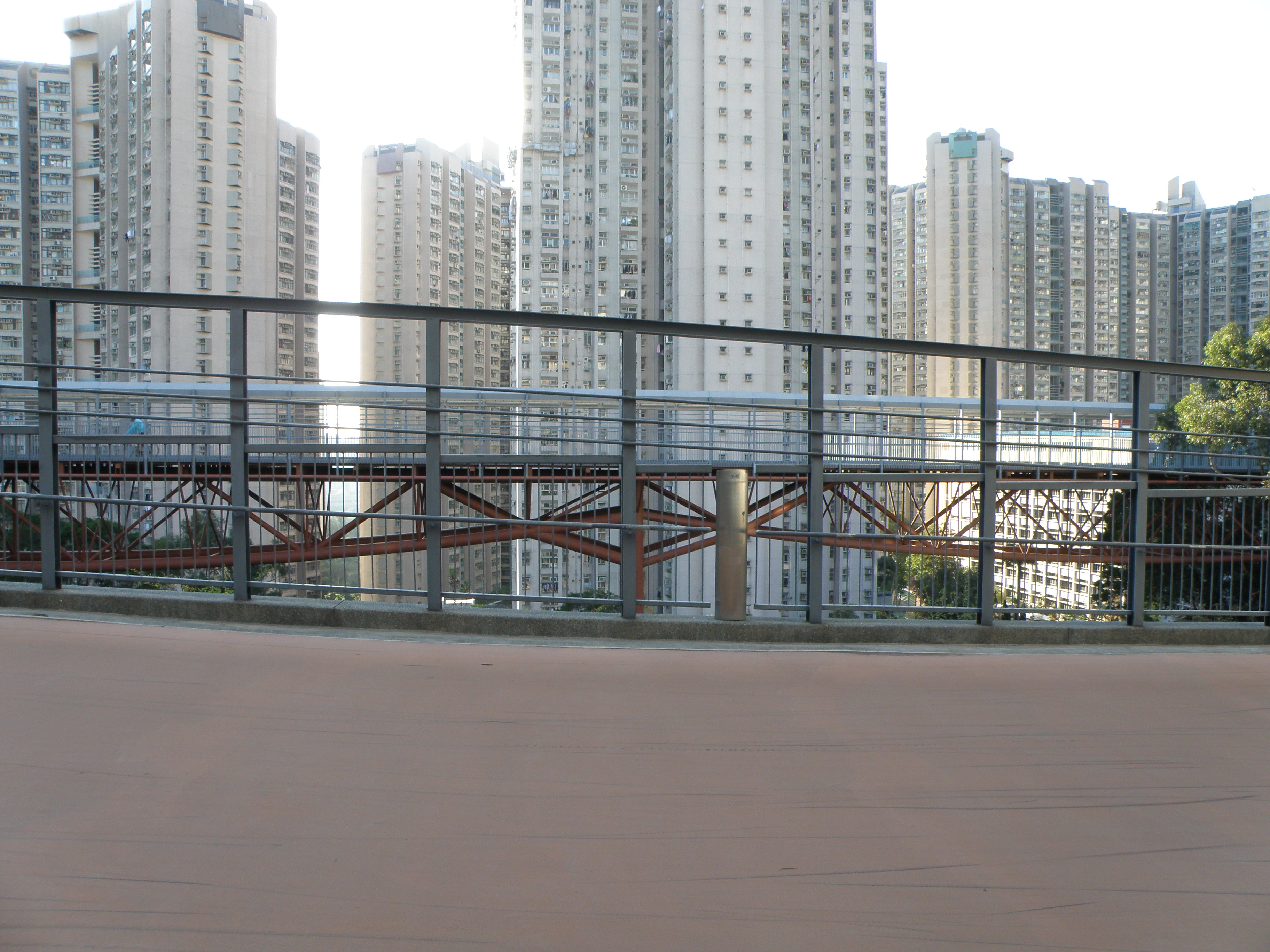
蒲崗村道公園高架單車徑

第2期建設包括一道長1公里、闊6米、全香港首條高架單車徑、一個具挑戰性的小輪車場（需成功通過技術評核後，得到「BMX 單車場使用許可證」才可使用）及一座普通單車場，亦提供單車租賃服務。第二期亦設有苗圃、長者健身樂園、小型劇場及兒童遊樂園。

## 光污染問題
位於蒲崗村道公園球場下方的星河明居長期受到球場的大射燈照射，高層面向公園球場的業主表示每晚需要拉上窗簾才可以入睡。康文署表示承辦商已經調較燈具的仰角，使到照射範圍集中在球場範圍以內；並且為泛光燈額外安裝外置式防眩板，以減低燈光對附近居民的影響；公園球場的照明光度會維持在200勒克斯作為球類進行練習用途，其光度普遍應用於其他球場，而相關體育總會亦同意盡量避07:30至22:30，以縮短球場泛光燈於晚間的亮燈時間。

## 外部連結
- 康文署：蒲崗村道公園 （页面存档备份，存于）